# Centro nazionale dei manoscritti della Georgia
Il Centro nazionale dei manoscritti della Georgia (in georgiano საქართველოს ხელნაწერთა ეროვნული ცენტრი?, Xelnacert'a Evronuli C'entri), con sede a Tbilisi, in Georgia, è un deposito di manoscritti antichi, di documenti storici e di archivi privati di eminenti figure pubbliche. Il centro è stato fondato il 30 giugno 1958 acquisendo la collezione del Dipartimento dei manoscritti del Museo nazionale georgiano. Il fondatore e primo direttore dell'istituto fu il professore Ilia Abuladze, membro corrispondente dell'Accademia nazionale delle scienze georgiana. La collezione del Centro nazionale dei manoscritti comprende manoscritti, documenti storici, antichi libri a stampa, pubblicazioni rare e cimeli. Il Centro si occupa di vari progetti relativi a ricerche scientifiche, mostre e restauri. Gli specialisti che lavorano o collaborano con il Centro sono impegnati nella descrizione, sistematizzazione, studio e pubblicazione del materiale custodito nel Centro, nonché nella produzione di basi di dati. Il Centro possiede anche una ricca biblioteca di settore e ospita alcune sale commemorative di Korneli Kekelidze, Ivane Javakhishvili, Ilia Abuladze, Niko Berdzenishvili, Elene Metreveli e Shalva Amiranashvili.

## Storia
Il Centro nazionale dei manoscritti è stato fondato il 30 giugno 1958 con il nome di "Istituto dei manoscritti dell'Accademia georgiana delle scienze". La base dell'istituto era la collezione del Dipartimento dei manoscritti del Museo nazionale georgiano. L'iniziativa di creare l'istituto fu di Ilia Abuladze, che ne divenne il primo direttore. Nel 1962, l'Istituto fu dedicato al filologo e storico della letteratura Korneli Kekelidze. Dal 1968 al 1989, la direttrice dell'istituto wfu Elene Metreveli, accademica dell'Accademia georgiana delle scienze. Dal 1989 al 2006, ne fu direttore Zaza Aleksidze, membro corrispondente dell'Accademia delle scienze georgiana.
Nel 2006, l'Istituto dei manoscritti Korneli Kekelidze dell'Accademia georgiana delle scienze fu abolito e sostituito dall'Istituto dei manoscritti Korneli Kekelidze. Il 23 maggio 2007, per iniziativa del personale dell'Istituto, il nome è stato mutato in "Centro nazionale dei manoscritti". Questa iniziativa è stata sostenuta dal Ministero dell'Educazione e della Scienza e approvato dal governo.

## Organizzazione
Le attività organizzative e amministrative del Centro sono gestite dal direttore, mentre le attività scientifiche e di sviluppo sono gestite dal comitato scientifico. Il Centro è articolato in dipartimenti e laboratori. Al presente vi sono otto dipartimenti (Codicologia, Studio delle fonti e diplomatica, Archivistica, Amministrazione, Mostre, Istruzione, Biblioteca, Storia dell'arte) e due laboratori (Restauro e conservazione, digitalizzazione).

## Collezione

I Vangeli di Moqvi sono parte della collezione del Centro nazionale dei manoscritti

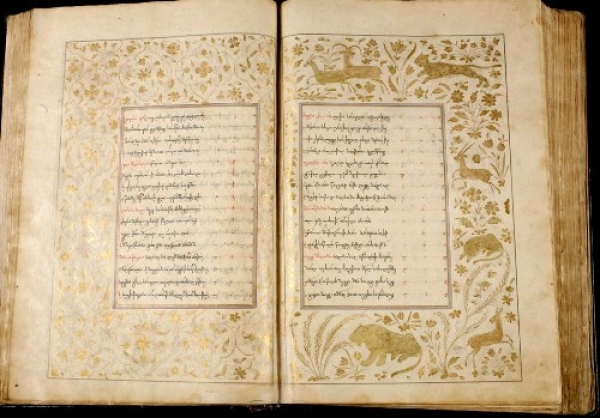
Il manoscritto di "Vepkhistkaosani" ("L'uomo nella pelle di pantera"), parte della collezione del Centro nazionale dei manoscritti

La collezione del Centro nazionale dei manoscritti comprende manoscritti, documenti storici e fondi d'archivio. Le collezioni di manoscritti e documenti storici sono divise in gruppi a seconda della lingua, nei fondi d'archivio sono custoditi archivi privati di figure pubbliche georgiane e straniere e archivi di varie organizzazioni.

### Manoscritti
La collezione di manoscritti è divisa nei gruppi di manoscritti georgiani, orientali, greci, russi e  manoscritti in altre lingue. Il gruppo dei manoscritti georgiani è il più grande e comprende migliaia di manoscritti, risalenti dal V al XIX secolo. Fra loro vi sono alcuni palinsesti. Il gruppo è suddiviso in quattro sottogruppi: A, H, Q, S.
La collezione contiene documenti sia ecclesiastici sia profani. Le passiones di santa Shushanik, di sant'Eustazio di Mtskheta e di sant'Abo di Tiflis sono capisaldi della letteratura georgiana sacra medievale. Notevoli sono pure le traduzioni in georgiano di opere sacre bizantine. Per la letteratura profana sono notevoli il "Vepkhistkaosani" ("L'uomo nella pelle di pantera") e altri manoscritti di argomento astrologico, geografico, medico, matematico o militare.
I manoscritti orientali comprendono manoscritti arabi, persiani e turchi, nonché circa 300 manoscritti armeni, siriaci, ebraici e un manoscritto copta.
La collezione dei manoscritti greci contiene 51 documenti in greco antico e moderno risalenti al periodo dal IX al XVIII secolo. I manoscritti sono sia cartacei sia pergamenacei. Riguardo al contenuto, attengono perlopiù a scritti ecclesiastici, teologici, salmi, cantici; altri sono di argomento medico.
La collezione dei manoscritti russi è forte di oltre 500 pezzi. Per lo più risalgono al periodo tra il XVI e il XIX secolo. Vi sono custodite le traduzioni in russo della corrispondenza dei re di Georgia e di feudatari, gli autografi di Lev Tolstoj e Pëtr Čajkovskij.
Completa la raccolta una miscellanea di manoscritti risalenti al periodo compreso tra XV e XX secolo in altre lingue: tedesco, italiano, polacco, francese.

## Galleria d'immagini

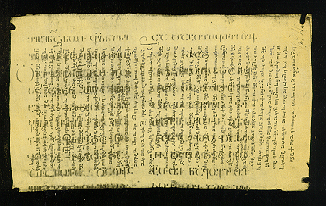
Un palinsesto georgiano del V/VI secolo
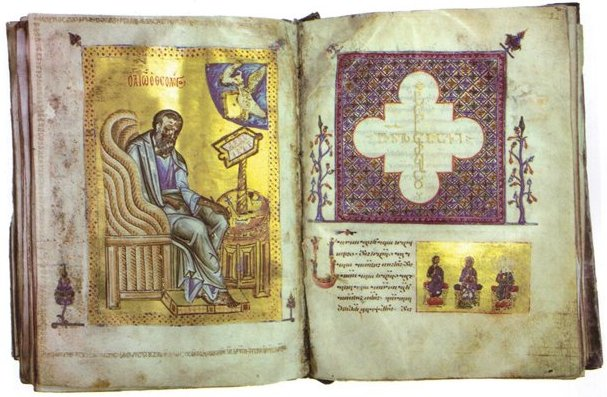
I Vangeli di Gelati
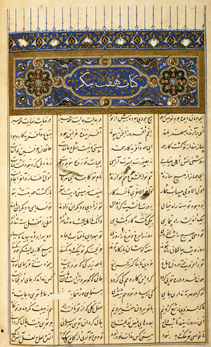
Un manoscritto persiano
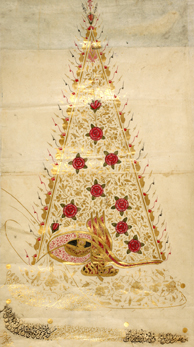
Un manoscritto turco